# Waldviertler Blondvieh
La Waldviertler Blondvieh est une race bovine originaire de la région du Waldviertel, située dans le nord-ouest de la Basse-Autriche. Cette race rustique est reconnue pour sa double aptitude en production de lait et de viande, ainsi que sa force de travail. Caractérisée par sa robe froment à fauve, cette race a joué un rôle important dans l'économie agricole traditionnelle du Waldviertel.
Bien que son effectif ait considérablement diminué au cours du XXe siècle en raison de l'industrialisation de l'agriculture, des efforts de conservation sont en cours pour préserver cette race.

## Origine
Apparentée aux blondes germaniques, la Waldviertler Blondvieh proviendrait de croisements entre les anciennes races illyro-celtiques et le bétail des plaines hongroises voisines.
Devenue très rare aujourd'hui suite à des croisements visant à augmenter le rendement de la production laitière, il resterait environ 600 individus cantonnés aux petites fermes de la partie frontalière entre l'Autriche et l'Allemagne. Elle n'est guère conservée que par ses amateurs qui luttent contre sa disparition.

## Morphologie
Elle mesure 130 à 138 cm au garrot et porte une robe unie qui peut aller du froment au fauve. Ses cornes sont claires à pointe noire, moyennement longues et écartées vers le haut. Ses muqueuses sont claires.

## Aptitudes
Elle est classée mixte. Autrefois, elle fournissait sa force de travail. Compte tenu de sa faible production laitière, elle est utilisée comme nourrice à veaux.